# Centaurea trachonitica
Centaurea trachonitica — вид квіткових рослин родини айстрових (Asteraceae). Ендемік Сирії.

## Середовище
Населяє кам'янисті місцевості.

## Морфологічна характеристика
Це напівкущик 3–10 см заввишки, безстебловий. Листки в розетці, ліроподібно-перисто-розсічені, сегменти нерівні, видовжено-ланцетні, тупі, мукронатні, неправильно зубчасті. Квіткові голови 8–15, сидячі, 3–4 см завдовжки. Квіточки пурпурові. Період цвітіння: весна.